# Bernhard Balkenhol (Politiker)

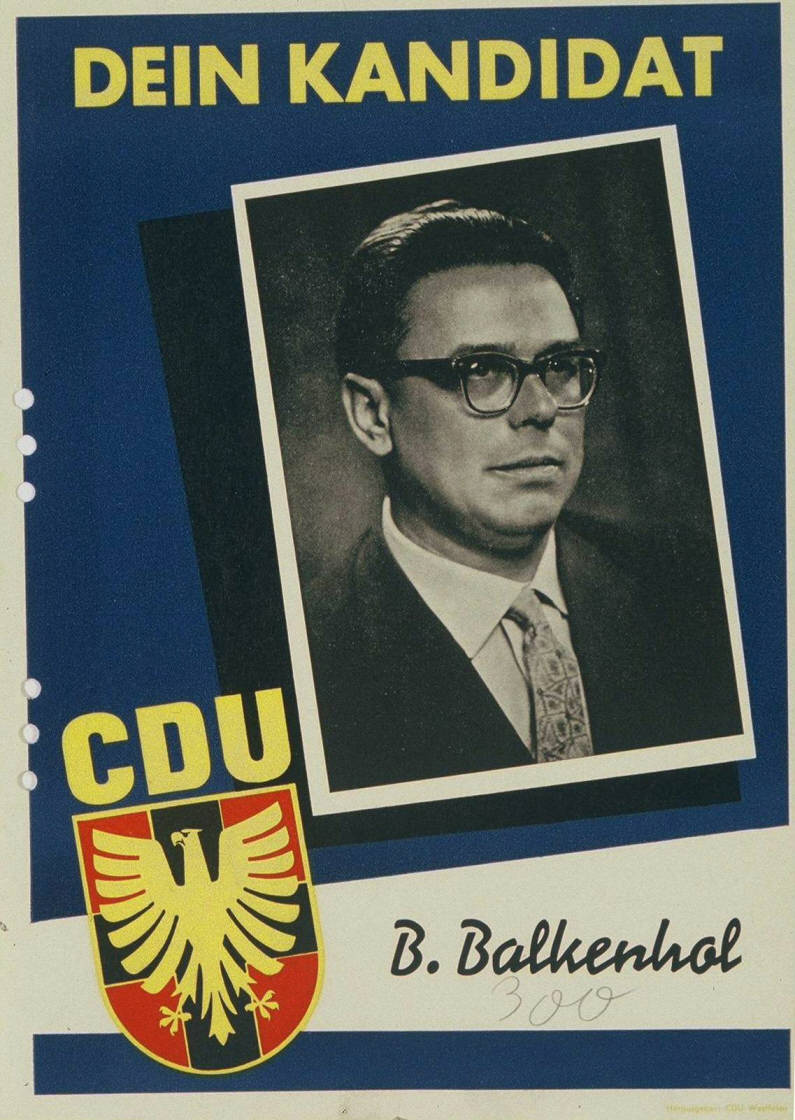
Kandidatenplakat Bernhard Balkenhols zur Bundestagswahl 1957

Bernhard Balkenhol (* 16. November 1914 in Elpe; † 9. November 2004 ebenda) war ein deutscher Politiker der CDU.

## Leben
Balkenhol, der römisch-katholischen Glaubens war, war zunächst Schlepper, Lehrhauer und Bergmann. 1936 bis 1938 leistete er seinen Wehrdienst ab. Von 1939 bis 1945 nahm er als Soldat am Zweiten Weltkrieg teil, aus dem er schwer kriegsbeschädigt zurückkehrte. Weil er daraufhin seinen erlernten Beruf nicht mehr ausüben konnte, übernahm er das elterliche Lebensmittelgeschäft.

## Politik
Balkenhol war Mitglied der CDU. Seit den 1950er-Jahren war er Mitglied des CDU-Kreisvorstandes im damaligen Kreis Brilon, von 1969 bis 1975 als Kreisvorsitzender. Von 1975 bis 1977 war er stellvertretender Kreisvorsitzender im Hochsauerlandkreis. Lange Zeit war er auch geschäftsführender Vorsitzender der Kommunalpolitischen Vereinigung der CDU im Kreis Brilon.
Balkenhol gehörte dem Deutschen Bundestag von 1957 bis 1972 an. Er vertrat den Wahlkreis Lippstadt – Brilon im Parlament.
Von 1965 bis 1975 gehörte Balkenhol dem Kreistag des Kreises Brilon und an anschließend bis 1985 dem Kreistag des Hochsauerlandkreises an und fungierte dort zeitweise auch als Fraktionsvorsitzender.
Von 1946 bis 1960 und von 1964 bis 1969 war Balkenhol Bürgermeister von Elpe und von 1952 bis 1969 auch Amtsbürgermeister im Amt Bigge und Vorsitzender des Kreistages im Kreis Brilon.

## Ehrungen
- 1972: Verdienstkreuz 1. Klasse der Bundesrepublik Deutschland